# 비 트레인
비 트레인 주식회사(일본어: ビィートレイン株式会社 비 토레인 가부시키가이샤[*], 영어: BEE TRAIN Production Inc.)은 일본의 기업으로, 주로 애니메이션 기획·제작을 주로 한다.

## 역사
1997년, 다쓰노코 프로덕션 출신의 감독 마시모 코이치와 호리카와 켄지가 프로덕션 I.G의 출자를 받아 설립했다.
1997년, 류노코 프로덕션(현: 타츠노코 프로덕션) 출신의 감독 마시모 코이치와 류노코 프로덕션 제작을 거쳐 Production I.G 프로듀서 출신의 호리카와 켄지가 Production I.G의 출자를 받아 설립했다. 'Bee Train'이란 영어 관용구로 '축제 열차'를 의미한다. 2004년, Production I.G가 보유한 발행 완료 주식을 비 트레인 본체가 취득. Production I.G 지분법 적용 회사에서 빠졌다.
이 회사는 경리·연출·작화·디지털 촬영·시스템 관리·편집 부문을 거느린 본사 스튜디오와 연출·제작·작화·디지털 부문을 거느린 '키치조지 스튜디오'에서 주된 업무를 실시하고 있었다. 2009년부터 2010년에 걸쳐 자회사로서 제작·작화를 실시하는 'C-Station 주식회사'를 도쿄도 고쿠분지시에, 제작·디지털 촬영·포스트 프로덕션을 실시하는 'D-Station 주식회사'를 도쿄도 스기나미구에 설립(후에 무사시노시 키치조지 미나미초로 이전). 'C-Station'이나 'D-Station'의 명의로 그로스 하청이나 디지털 촬영 업무를 실시했다. 자회사 설립 후, 비 트레인 본사는 기획·제작·경리를 실시하는 그룹 통괄 기업이 되어 무사시노시 기치조지 혼조로 이전했다. 2012년 C-Station이 비 트레인 주식회사와의 자본제휴를 해지하고 독립했다. 원청 제작 작품의 대부분은 마시타가 감독을 맡고 있다.
현재 법인으로서는 존속하고 있지만 애니메이션 제작 사업에서는 사실상 철수한 상태다.

## 작품 목록

### TV 애니메이션
- 포포로크로이스 이야기 (1998년)
- 아크 더 래드 (1999년)
- 와일드 암즈 트와일라이트 베놈 (1999년)
- 메다로트 (1999년)
- NOIR (2001년)
- 사막의 해적! 캡틴 쿠파 (2001년)
- .hack//SIGN (2002년)
- .hack//황혼의 팔찌전설 (2003년)
- AVENGER (2003년)
- MADLAX (2004년)
- 음유묵시록 마이네리베 (2004년)
- 츠바사 크로니클 (2005년)
- 음유묵시록 마이네리베 wieder (2006년)
- 츠바사 크로니클 2기 (2006년)
- 스파이더 라이더즈 ~오라클의 용사들~ (2006년)
- .hack//Roots (2006년)
- 엘 카자드 (2007년)
- 스파이더 라이더즈 ~되살아나는 태양~ (2007년)
- 무한의 주인 (2008년)
- Phantom ~Requiem for the Phantom~ (2009년)
- 심령탐정 야쿠모 (2010년)
- 효게모노 (2011년)

### OVA
- .hack//Liminality (2002년)
- .hack//GIFT (2023년)
- 머더 프린세스 (2007년)
- .hack//G.U. Returner (2007년)
- 배트맨: 고담 나이트 (2008년)
- 헤일로 레전드 에피소드 4 【Homecoming】 (2010년)